# Naissance en 1252
Naissance
- 1248
- 1249
- 1250
- 1251
- 1252
- 1253
- 1254
- 1255
- 1256

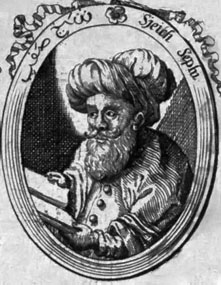
Safi al-Din Ardabili, né en 1252.

Cette page dresse une liste de personnalités nées au cours de l'année 1252 :
- 25 mars : Conradin, ou Conrad de Hohenstaufen, roi de Sicile sous le nom de Conrad II et roi de Jérusalem sous le nom de Conrad III, duc de Souabe sous le nom de Conrad III.

- Gilles Ier Aycelin de Montaigut, archevêque de Rouen.
- Étienne II de Sancerre, comte de Sancerre.
- Hugues II de Chypre, roi de Chypre.
- Isabelle d'Ibelin, dame de Beyrouth et reine de Chypre.
- Mieszko de Cieszyn, duc de Cieszyn, Oświęcim et Racibórz, en compagnie de son frère Przemyslaw de Racibórz.
- Mathieu IV de Montmorency, baron de Montmorency.
- Nitchō, moine bouddhique japonais.
- Safi al-Din Ardabili, fondateur de la confrérie safavieh, dont sont issus les safavides qui ont régné sur l'Iran.

date incertaine (vers 1252)
- Alice de Piémont, noble de la maison de Savoie.
- Renaud de Vaudémont, comte de Vaudémont et d'Ariano.